# 第2種ベータ分布
第2種ベータ分布（だい2しゅベータぶんぷ、英: beta prime distribution, beta distribution of the second kind）とは、第1種ベータ分布に従う確率変数 X に対して、X/1 − X の従う連続確率分布分布のことである。その確率密度関数は以下で与えられる。
{\displaystyle f(x;\alpha ,\beta )={\frac {x^{\alpha -1}(1+x)^{-\alpha -\beta }}{B(\alpha ,\beta )}}}
ここで、α と β は正実数のパラメータであり、確率変数 x のとる値の範囲は正実数全体である。

## 一般化第2種ベータ分布
ともに正実数の形状パラメータ p とスケールパラメータ q を加えて一般化した、下記の確率密度関数で与えられる分布を一般化第2種ベータ分布（英: generalized beta prime distribution）という。
{\displaystyle f(x;\alpha ,\beta ,p,q)={\frac {p\left({\frac {x}{q}}\right)^{\alpha p-1}\left(1+\left({\frac {x}{q}}\right)^{p}\right)^{-\alpha -\beta }}{qB(\alpha ,\beta )}}}